# Гуйянський зоопарк
Зоопарк Ґуйян (кит.: 贵阳动物园 Guì-yáng dòng-wù-yuán) — зоопарк в місті Ґуйян, столиці провінції Ґуйчжоу. Заснований недавно тому ще не має такої популярності як інші зоопарки Китаю. Розміщений поблизу парку Цяньлін (黔灵 Qiánlíng). У 1963 році цей зоопарк першим у Китаї здійснив програму штучного розповсюдження південно-китайських тигрів.

## Події
- 17 лютого 2009 відвідувачі мали змогу побачити новонароджене біле тигреня.
- 26 травня 2009 року пара панд Джуджу та Лешуі з бази по розведенню великих панд в місті Ченду провінції Сичуань переїхали в зоопарк Гуіянг[1].